# Isla Woody (Alaska)
La isla Woody se encuentra en la bahía Chiniak, 2,6 millas (4,2 kilómetros) al este de Kodiak (Alaska). Se estableció originalmente por los nativos Alutiiq que se llamaban a sí mismos Tangirnarmiut, "el pueblo de Tangirnaq" habitado y utilizado por Woody durante miles de años. Los rusos establecieron una colonia agrícola en la isla en 1792. Fue designado oficialmente Madera Island en 1894 por la oficina de correos de los Estados Unidos y fue el principal asentamiento costero para el comercio durante muchos años. La primera calle en Alaska fue construida en la isla de Woody.
Aparte de la presencia aleutianos, la isla ha pasado por cuatro períodos de ocupación por parte de no nativos; actualmente se encuentra poco habitada. La isla tiene aproximadamente 2,8 kilómetros de largo de norte a sur y 1,8 millas de ancho y 13 kilómetros de circunferencia.